# Leniz Point
Der Leniz Point (in Chile Punta Léniz, im Vereinigten Königreich Barbaro Point, in Argentinien Punta Barbaro und Punta Jorobada ‚Bucklige Landspitze‘) eine Landspitze an der Danco-Küste des Grahamlands auf der Antarktischen Halbinsel. Sie ist der nordwestliche Ausläufer der Tirado-Halbinsel, auf der sich auch Mount Banck befindet, und liegt 1,5 km südlich der Bryde-Insel.
Erstmals kartiert wurde es bei der Belgica-Expedition (1897–1899) des belgischen Polarforschers Adrien de Gerlache de Gomery, der hier am 10. Februar 1898 anlandete. Das Toponym erscheint auf einer chilenischen Karte aus dem Jahr 1951. Namensgeber ist Clorindo Léniz Gallejo, Chefheizer auf dem Schlepper Yelcho, der im August 1916 an der Rettung der auf Elephant Island gestrandeten Teilnehmer der Endurance-Expedition (1914–1916) beteiligt war. Das UK Antarctic Place-Names Committee benannte die Landspitze dagegen 1960 nach dem venezianischen Wissenschaftler Daniele Barbaro (1513–1570), der als Erster geschliffene Linsen in einer Camera obscura verwendet hatte und somit zu den frühen Pionieren der Fotografie gezählt werden kann.